# Annales de Boyle
Les Annales de Boyle, également nommées Annales in Cotton, sont une chronique médiévale d'Irlande. Les entrées s'étendent jusqu'à l'année 1253 et il est considéré comme l'un des ouvrages qui forment les chroniques d'Irlande, bien que sous une forme sommaire par rapport à d'autres.

## Historique
Robin Flower écrit dans la Revue celtique 44 (1927) 344 :
Le Manuscript est la chronique originale de la maison de Prémontrés de la Saint-Trinité d'une île nommée d'après cela Loch Cé, basé sur une première chronique, peut-être celle de Boyle dans le comté de Roscommon. Il demeure à la Sainte-Trinité jusqu'à la sécularisation de la maison, étant utilisé par les auteurs des Annales de Loch Cé, qui œuvrent pour les Mac Dermot. Il passe entre les mains des Croftons avec les autres propriétés de la maison, à cette époque il est vu par Ussher, qui probablement lui donne le nom d'« Annales de Boyle », par lequel il est désormais connu. Des Croftons, il passe à Oliver St John, 1er vicomte Grandison de Limerick, qui le donne à Sir Robert Bruce Cotton avant 1630 et avec la bibliothèque duquel, il arrive au British Museum en 1753 avec de nombreux autres manuscrits irlandais et manuscrits concernant l'Irlande.
Les Annales utilisent l'irlandais, avec des entrées en latin parce qu'elles recopient leurs sources verbatim. Les Annales ne sont pas uniquement utilisées par les historiens mais également par les linguistes pour l'étude de l'évolution de la langue irlandaise.

## Voir également
- Annales irlandaises
- Chroniques d'Irlande

## Source de la traduction
- (en) Cet article est partiellement ou en totalité issu de l’article de Wikipédia en anglais intitulé « Annals of Boyle » (voir la liste des auteurs).